# Punta de les Airasses
La Punta de les Airasses és una muntanya de 993 metres situada a la Serra de la Mussara, que forma part de la Serralada Prelitoral al Baix Camp. L'antic poble de la Mussara es troba molt a prop d'aquesta punta i gairebé a la punta hi ha les ruïnes del Xalet de les Airasses, antic refugi de muntanya construït pel Centre Excursionista de Catalunya el 1926.